# Landschaftsschutzgebiet Strullbachtal
Das Landschaftsschutzgebiet Wickeder Ruhraue/Feldflur Beringhof/Nesselbruch mit 92 ha Flächengröße liegt in der Gemeinde Wickede (Ruhr) im Kreis Soest. Das Gebiet wurde 2006 mit dem Landschaftsplan V Ense-Wickede durch den Kreistag als Landschaftsschutzgebiet (LSG) ausgewiesen. Es liegt westlich von Wickede und reicht bis an den Siedlungsrand. Im Norden grenzt es an das Landschaftsschutzgebiet Schafhauser Haar an. Im Westen dehnt es sich bis zur Kreisgrenze aus.

## Beschreibung
Das LSG umfasst das Strullbachtal mit angrenzenden Waldbereichen sowie landwirtschaftlich genutzten Flächen mit Grünland und Acker westlich von Wiehagen an der Grenze zum Kreis Unna. Die Grenze verläuft im Norden entlang der Straße „An der Kuckelburg“ und im Westen entlang der Straße „Grünenbaum“. Im LSG befinden sich teilweise kleinstrukturierte, vielfach extensiv genutztes Grünland. Das Gebiet weist ausgeprägte Terrassenkanten und grundwassernahe Standorte auf. Es gibt naturnahe Wälder. Im Offenland befinden sich  Hecken, Gebüsche und Obstwiesen. Es befinden sich Bäche, Gräben und Sümpfe mit Röhrichten im LSG. Auch ehemalige Steinbrüche liegen im Gebiet.

## Schutzzweck
Die Ausweisung erfolgte wie bei anderen LSGs im Landschaftsplangebiet zur Erhaltung oder Wiederherstellung  der Leistungsfähigkeit des Naturhaushaltes; wegen der Vielfalt, Eigenart oder Schönheit des Landschaftsbildes oder wegen ihrer besonderen Bedeutung für die Erholung. Für dieses LSG wurde die spezielle Bedeutung des Gebietes als Vernetzungs- und Rückzugsraum innerhalb einer
intensiv genutzten Agrarlandschaft aufgeführt.

## Rechtliche Vorschriften
Wie in den anderen Landschaftsschutzgebieten im Landschaftsplangebiet besteht im LSG ein Verbot, Bauwerke zu errichten. Die Untere Naturschutzbehörde kann Ausnahme-Genehmigungen für Bauten aller Art erteilen. Wie in den anderen Landschaftsschutzgebieten besteht im LSG ein Verbot Weihnachtsbaum-, Schmuckreisig- und Baumschul-Kulturen anzulegen. Es z. B. auch verboten Bäume, Sträucher, Hecken, Feld- oder Ufergehölze zu beseitigen oder zu schädigen.